# Gomortega
Gomortega keule — це дерево, яке походить з Чилі. Це єдиний вид роду Gomortega та, відповідно до системи APG IV 2016 року (без змін щодо систем APG 2009, 2003 та 1998 років), монотипної родини Gomortegaceae, віднесеної до порядку Laurales у складі магноліїдів.

## Морфологічна характеристика
Gomortega keule має нижню зав’язь і двостатеві квітки лише з двома або трьома плодолистками, які зрослися, утворюючи складну зав’язь. Як і в багатьох видів Monimiaceae, пилкові мішечки тичинок мають клапанне розкриття.

## Поширення
Цей вид обмежується прибережними Кордильєрами у Чилі від 10-690 м над рівнем моря. Більшість субпопуляцій зустрічаються в лісах Мауліно, віддаючи перевагу південним, південно-західним або південно-східним аспектам і ростуть поблизу водотоків або в долинах, на які впливає їхня близькість до океану. У провінції Арауко його також можна знайти на північних і північно-східних схилах.

## Використання
Плоди збирають і використовують для приготування варення. Також деревина використовується на дрова.

## Загрози й охорона
Знищення середовища існування призвело до того, що популяції дуже фрагментовані. Більшість із них складається з невеликих ділянок із менш ніж 100 особинами та набагато меншою кількістю дорослих дерев. Фрагментовані ліси постраждали від вторгнення навколишніх плантацій Pinus radiata та Eucalyptus globulus і мають низьку здатність розширювати свій природний ареал через низьку швидкість проростання. Однак в одній субпопуляції на південь від Карамавіди (провінція Арауко) спостерігається відносно хороше відновлення з насіння.
Тільки дві субпопуляції перебувають під охороною держави; Reserva Nacional Los Ruiles і Reserva Nacional Los Queules. Також було розроблено кілька приватних ініціатив для захисту цього виду.